# Salle Ducale (Vatican)
La salle Ducale (italien : Sala Ducale) est une salle d'honneur, située à l'intérieur du Palais apostolique, dans la Cité du Vatican à Rome. Elle est adjacente et est reliée à la Sala Regia.

## Description

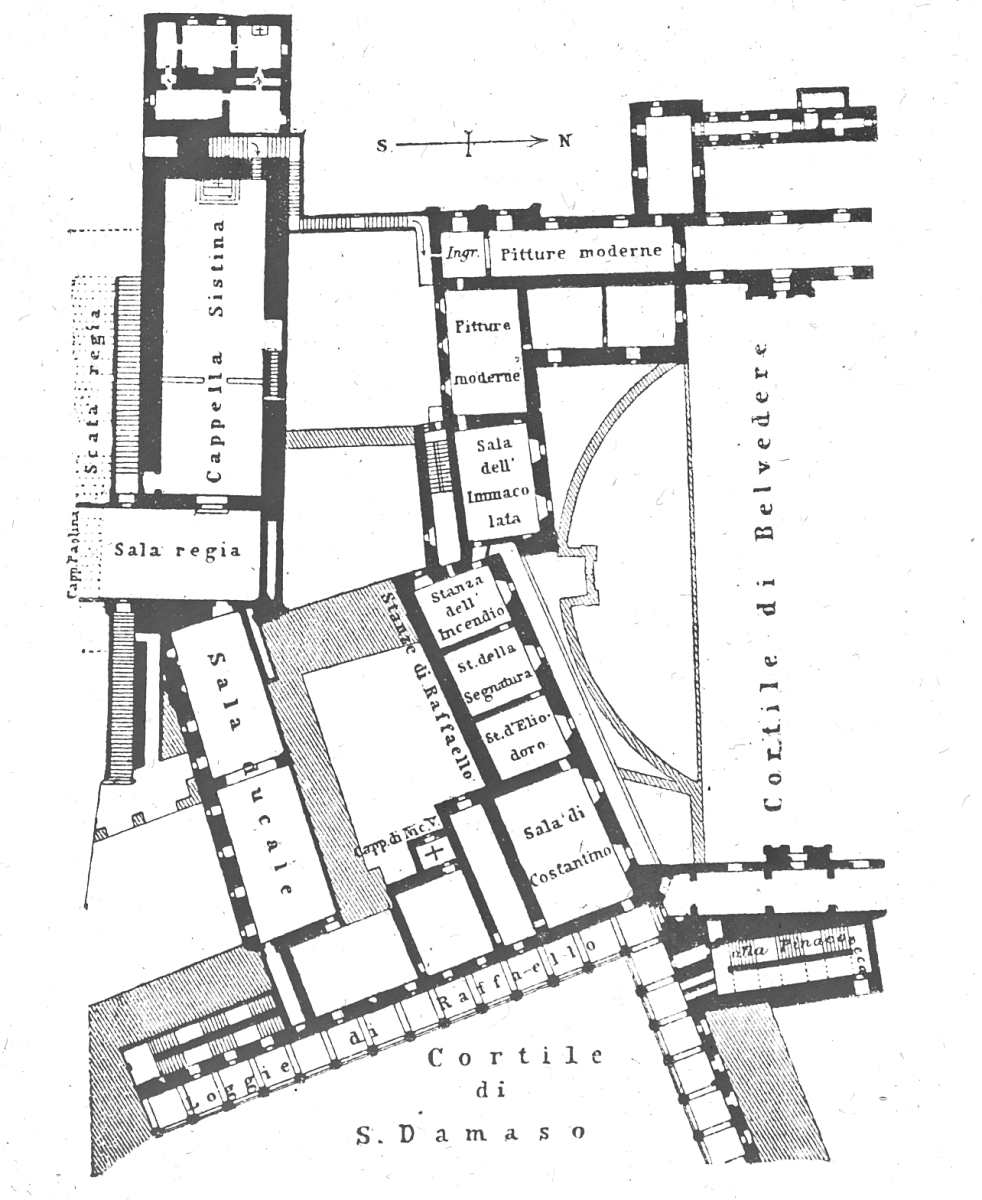
Plan de la partie nord du Palais apostolique

Autrefois elle était composée de deux pièces qui ont été unifiées par Le Bernin dans les années 1660, sous le pontificat d'Alexandre VII. Le Bernin a réuni les deux pièces par un grand arc couvert d'une magnifique tenture de stuc que soulèvent des chérubins ailés. La voûte est ornée de grotesques de Raffaellino de Reggio et Lorenzo Sabatini, avec des ajouts de Marco Pino, tandis que les murs sont couverts de paysages de Paul Bril. Certaines lunettes des murs sont complétées de décorations de fresques modernes.

## Fonctions
La salle Ducale était, comme la Sala Regia voisine, elle aussi destinée à des cérémonies officielles. La salle faisait - et fait toujours - partie de l'itinéraire officiel que font les monarques et chefs d'État en visite officielle au Pape.
C'est ici qu'autrefois le Pape, le jeudi Saint, prodiguait le "lavement des pieds" à 12 pauvres vêtus en apôtres ; dans la première salle se tenait le Consistoire public. 
C'est dans cette salle que prend place le piquet d'honneur de la Garde suisse pontificale le jour de l'échange des vœux.